# Задонський повіт
Задонський повіт — історична адміністративно-територіальна одиниця, що існувала в 1779—1924 роках спочатку в складі Воронезького намісництва Російської імперії, а потім у складі Воронезької губернії. Повітове місто — Задонськ.

## Географія
Повіт розташовувався на півночі Воронезького намісництва і Воронезької губернії, межував з Орловською губернією на заході і Тамбовською губернією на сході. Площа повіту становила в 1897 році 2 109,4 верст² (2 401 км²).

## Історія
Повіт утворений у 1779 році в складі Воронезького намісництва.
З 1796 року повіт у складі Воронезької губернії.
12 травня 1924 року повіт був скасований, його територія увійшла до складу Воронезького повіту.
В 1928 році після скасування губерній і повітів, на колишній території Задонського повіту був утворений Задонський район Єлецької округи Центрально-Чорноземної області.

## Населення
За даними перепису 1897 року в повіті проживало 123 184 чоловік. В Задонську проживало 7 507 мешканців.

## Адміністративний поділ
У 1913 році в повіті було 12 волостей:
| - Александровська - Олексієво-Докторовська - Воронезько-Лазовська - Грязновська - Івовська - Казинська | - Ксизовська - Нижньо-Студенецька - Стебаєвська - Сенновська - Тешевська - Хлевенська |